# Rusia en los Juegos Olímpicos de Pekín 2008
Rusia estuvo representada en los Juegos Olímpicos de Pekín 2008 por un total de 467 deportistas que compitieron en 26 deportes, conformando así la tercera delegación más grande de todos los países participantes. 
El portador de la bandera en la ceremonia de apertura fue el jugador de baloncesto Andrei Kirilenko.

## Medallistas
El equipo olímpico ruso obtuvo las siguientes medallas:
| Nombre | Deporte               | Competición                    |
| --- | --------------------- | ------------------------------ |
| Oro |                       |                                |
| Valeri Borchin | Atletismo             | 20 km marcha M                 |
| Andrei Silnov | Atletismo             | Salto de altura M              |
| Gulnara Samitova-Galkina | Atletismo             | 3000 m obstáculos F            |
| Yevgueniya Poliakova Alexandra Fedoriva Yuliya Gushchina Yuliya Chermoshanskaya                                                                             | Atletismo             | 4 × 100 m F                    |
| Olga Kaniskina | Atletismo             | 20 km marcha F                 |
| Yelena Isinbayeva | Atletismo             | Salto con pértiga F            |
| Alexei Tishchenko | Boxeo                 | Ligero (60 kg) M               |
| Rajim Chajkiyev | Boxeo                 | Pesado (91 kg) M               |
| Aida Shanayeva Svetlana Boiko Yevgueniya Lamonova Viktoriya Nikishina                                                                                       | Esgrima               | Florete por eqs. F             |
| Yevgueniya Kanayeva | Gimnasia rítmica      | Individual F                   |
| Margarita Alichuk Anna Gavrilenko Tatiana Gorbunova Yelena Posevina Dariya Shkurijina Natalia Zuyeva                                                        | Gimnasia rítmica      | Equipos F                      |
| Oxana Slivenko | Halterofilia          | 69 kg F                        |
| Nazyr Mankiyev | Lucha grecorromana    | 55 kg M                        |
| Islam-Beka Albiyev | Lucha grecorromana    | 60 kg M                        |
| Aslanbek Jushtov | Lucha grecorromana    | 96 kg M                        |
| Mavlet Batirov | Lucha libre           | 60 kg M                        |
| Buvaisar Saitiyev | Lucha libre           | 74 kg M                        |
| Shirvani Muradov | Lucha libre           | 96 kg M                        |
| Bajtiyar Ajmedov | Lucha libre           | 120 kg M                       |
| Larisa Ilchenko | Natación              | 10 km F                        |
| Anastasiya Davydova Anastasiya Yermakova | Natación sincronizada | Dúo F                          |
| Anastasiya Davydova Anastasiya Yermakova Mariya Gromova Natalia Ishchenko Elvira Jasianova Olga Kuzhela Svetlana Romashina Anna Shorina Yelena Ovchinnikova | Natación sincronizada | Equipo F                       |
| Andrei Moiseyev | Pentatlón moderno     | Individual M                   |
| Maxim Opalev | Piragüismo            | C1 500 m M                     |
| Yelena Dementieva | Tenis                 | Individual F                   |
| Plata |                       |                                |
| Yevgueni Liukanenko | Atletismo             | Salto con pértiga M            |
| Yuliya Gushchina Liudmila Litvinova Tatiana Firova Anastasiya Kapachinskaya                                                                                 | Atletismo             | 4 × 400 m F                    |
| Tatiana Lebedeva | Atletismo             | Salto de longitud F            |
| Tatiana Lebedeva | Atletismo             | Triple salto F                 |
| Mariya Abakumova | Atletismo             | Javalina F                     |
| Equipo | Balonmano             | Torneo F                       |
| Dmitri Klokov | Halterofilia          | 105 kg M                       |
| Yevgueni Chiguishev | Halterofilia          | +105 kg M                      |
| Marina Shainova | Halterofilia          | 58 kg F                        |
| Jasan Baroyev | Lucha grecorromana    | +120 kg M                      |
| Aliona Kartashova | Lucha libre           | 63 kg F                        |
| Nikita Lobintsev Yevgueni Lagunov Danila Izotov Alexandr Sujorukov                                                                                          | Natación              | 4 × 200 m libre M              |
| Serguei Uleguin Alexandr Kostoglod | Piragüismo            | C2 500 m M                     |
| Dmitri Sautin Yuri Kunakov | Saltos                | Trampolín 3 m sincronizado M   |
| Yuliya Pajalina | Saltos                | Trampolín 3 m F                |
| Yuliya Pajalina Anastasiya Pozdniakova | Saltos                | Trampolín 3 m sincronizado F   |
| Dinara Safina | Tenis                 | Individual F                   |
| Liubov Galkina | Tiro                  | Rifle de aire 10 m F           |
| Natalia Paderina | Tiro                  | Pistola de aire 10 m F         |
| Bronce |                       |                                |
| Denis Nizhegorodov | Atletismo             | 50 km marcha M                 |
| Maxim Dyldin Vladislav Frolov Anton Kokorin Denis Alexeyev                                                                                                  | Atletismo             | 4 × 400 m M                    |
| Yaroslav Rybakov | Atletismo             | Salto de altura M              |
| Yekaterina Volkova | Atletismo             | 3000 m obstáculos F            |
| Tatiana Petrova | Atletismo             | 3000 m obstáculos F            |
| Svetlana Feofanova | Atletismo             | Salto con pértiga F            |
| Anna Chicherova | Atletismo             | Salto de altura F              |
| Tatiana Chernova | Atletismo             | Heptatlón F                    |
| Equipo | Baloncesto            | Torneo F                       |
| Gueorgui Balakshin | Boxeo                 | Mosca (51 kg) M                |
| Irina Kalentieva | Ciclismo de montaña   | Campo a través F               |
| Mijail Ignatiev Alexei Markov | Ciclismo en pista     | Madison M                      |
| Alexandr Kolobnev | Ciclismo en ruta      | Ruta M                         |
| Anton Golotsutskov | Gimnasia artística    | Suelo M                        |
| Anton Golotsutskov | Gimnasia artística    | Salto de potro M               |
| Jadzhimurat Akkayev | Halterofilia          | 94 kg M                        |
| Dmitri Lapikov | Halterofilia          | 105 kg M                       |
| Nadezhda Yevstiujina | Halterofilia          | 75 kg F                        |
| Besik Kudujov | Lucha libre           | 55 kg M                        |
| Gueorgui Ketoyev | Lucha libre           | 84 kg M                        |
| Arkadi Viatchanin | Natación              | 100 m espalda M                |
| Arkadi Viatchanin | Natación              | 200 m espalda M                |
| Mijaíl Kuznetsov Dmitri Larionov | Piragüismo en eslalon | C2 M                           |
| Gleb Galperin | Saltos                | Plataforma 10 m M              |
| Gleb Galperin Dmitri Dobroskok | Saltos                | Plataforma 10 m sincronizada M |
| Vera Zvonariova | Tenis                 | Individual F                   |
| Vladimir Isakov | Tiro                  | Pistola 50 m M                 |
| Alexei Alipov | Tiro                  | Foso olímpico M                |
| Bair Badionov | Tiro con arco         | Individual M                   |
| Equipo | Voleibol              | Torneo M                       |